# Erika (chanteuse italienne)
Pour les articles homonymes, voir Erika.
Erika, de son nom complet Erika De Bonis née le 5 février 1984 à Monte San Biagio dans le Latium, est une chanteuse italienne de dance.

## Biographie
Erika a été découverte par Rossano Prini du label A&R SPY records, ainsi que par le producteur Luca Mensi.
Elle débuta en 2001 à l’âge de 16 ans avec la chanson dance Relations, dont son frère est l’auteur, qui devient un grand succès et la chanson reste en tête des classements de musique dance pendant des semaines, ce qui fut un grand succès international.
Ensuite, la collaboration avec le trio Erika, Luca Mensi et Rossano Prini va donner vie à d’autres chansons à succès, ce qui va lui permettre de devenir une chanteuse très célèbre dans le monde de la musique dance avec notamment I Don't Know et le populaire Idem. Ses chansons ont été inclus dans de nombreuses compilations de musique dance comme Deejay Parade et Los Cuarenta.

## Discographie[1]

### Singles
- 2001 - Just Be
- 2001 - Relations (TIME/Spy)
- 2001 - Save My Heart (TIME/Spy)
- 2002 - Ditto (TIME/Spy)
- 2002 - Relations (TIME/Spy)
- 2003 - I Don't Know (TIME/Spy)
- 2003 - I Don't Know/If You (remixes) (TIME/Spy)
- 2004 - I Don't Know (remix) (TIME/Spy)
- 2004 - Right or Wrong (TIME/Spy)
- 2015 -  I think about you